# 521

## Nașteri
- 7 decembrie: Columban de Iona  (d. 597)
- dată necunoscută: Simeon din Muntele Minunat  (d. 597)

## Decese
- dată necunoscută: Baderich de Thuringia  (n. 480)